# Нумеріан
Марк Авре́лій Нуме́рій Нумеріа́н (лат. Marcus Aurelius Numerius Numerianus; бл. 254 — 284) — римський імператор, що правив у 283—284 рр. разом зі своїм старшим братом, Карином. Батько Нумеріана, Кар, теж був імператором у 282—283 рр.
Нумеріан носив такі титули перемоги: «Германський Величний», «Перський Величний» — з 283; «Британський Величний» з 284.

## Життєпис
Дата народження майбутнього імператора Марка Аврелія Нумерія Нумеріана залишається невідомою. Ймовірно, він народився близько 253 чи у 254 у сім'ї Марка Аврелія Кара та його дружини, Магнії Урбіки. Також мав старшого брата, Марка Аврелія Карина, та сестру, Аврелію Пауліну.  

### Проголошення цезарем
У 282 дислоковані вздовж Верхнього Дуная в провінціях Реція і Норик легіони проголосили імператором батька Нумеріана, Марка Аврелія Кара, обіймавшого у той час пост префекта преторія, і почали повстання проти імператора Проба. Армія Проба, яка знаходилася у паннонському місті Сірмій вирішила, що не бажає битися проти Кара, і Проб був вбитий своїми воїнами.
Кар, котрому на момент вступу на престол було вже шістдесят років, хотів встановити свою династію. У цілях укріплення влади у вересні 282 року Кар присвоїв своїм синам титули «благороднійших цезарів» (лат. nobilissimus Caesar) і «ватажків молоді» (лат. princeps iuventutis). Нумеріан був молодшим з двох цезарів, не займаючи рівноправного положення з братом. Якщо Карин у 283 році був проголошений своїм батьком августом і того ж року зайняв посаду ординарного консула разом з Каром, то Нумеріан продовжував залишатися всього лише цезарем. Кар докладав зусиль, щоб утримати свою династію при владі, і тому організував брак між донькою нового префекта преторія Аррія Апра (ім'я її невідомо) і своїм молодшим сином.
Відправивши Карина на захід Імперії, Кар разом із сином вирушив на схід, у похід проти Держави Сасанідів, якою правив Бахрам II. Кампанія полегшувалась заворушеннями у ворожій державі: Сасаніди були втягнуті в династичну кризу, що утворилася після смерті шаха Шапура I, і тому були не в змозі протистояти римській армії . Імператор залишив свого старшого сина відповідати за порядок на Заході, особливо в Галлії, а сам разом з Нумеріаном і Аррієм Апром вирушив на Схід . По дорозі Кар розгромив сарматів і квадів, за що він і його сини взяли переможні титули «Germanicus Maximus». 
За повідомленнями істориків Іоанна Зонари, Євтропія і Феста, Кар здобув важливу перемогу над персами, захопивши Селевкію та перську столицю Ктесифон (поблизу сучасного Аль-Мадаїн в Іраку), після чого переправився на протилежний берег Тигра. На честь цієї події Кар, Нумеріан і Карин взяли переможні титули «Перський Величний». Однак Кар помер в липні або на початку серпня 283 року, можливо, через блискавку, яка вдарила в його намет. Вільям Лідбеттер передбачає, що Кар був убитий Апром з мовчазної згоди Нумеріана.

### Правління та смерть

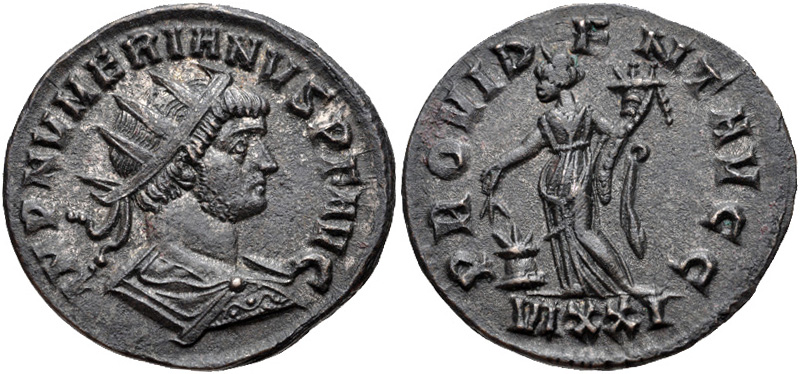
Антонініан з портретом Нумеріана

Після смерті свого батька Нумеріан вступив на престол як август, ставши співправителем Карина, який отримав цей титул ще за життя Кара. У 283 отримав Великого понтифіка, а в 284 став ординарним консулом разом зі своїм братом. Незважаючи на те, що на деяких монетах Нумеріан ще присутній зі своїм колишнім титулом «Ватажок молоді», на інших обидва імператора знаходяться в рівноправному положенні . Крім того, на одному бронзовому медальйоні, де Нумеріан зображений в пишному східному вбранні, можна побачити, що брати, що знаходяться поруч, звертаються з промовою до легіонерів, хоча в реальності їх поділяли великі відстані.
Карин швидко прибув з Галлії в Рим, де провів зиму 283/284 року, в той час як Нумеріан затримався на Сході . Раптова смерть його батька поклала кінець кампанії, і римляни почали впорядкований відступ з Персії, якому перси не чинили жодних перешкод . Можливо, Нумеріан припинив війну через погане передвістя, яким була смерть його батька:XXXVIII, або ж він просто не мав бажання продовжувати військові дії. У той час були випущені монети з написом «приборкувач світу». Однак формально війна не закінчилася, і переговори з Персією були проведені тільки на початку правління Діоклетіана в 288 році, а також після успішного походу співправителя Діоклетіана Галерія.
На думку деяких сучасних істориків (наприклад, італійського вченого С. Маззаріно), версія про успішний відхід військ Нумеріана була римською пропагандою, метою якої було приховати поразку імператора від сасанидского царя Бахрама II, і його подальшу загибель. Це припущення ґрунтується на повідомленнях Іоанна Зонари і Іоанна Малали: за інформацією Зонара Нумеріан продовжив наступ і зазнав поразки від перської армії, був узятий в полон, де з нього здерли шкіру; Малала повідомляє про те, що імператор був обложений персами в Каррах, потім був захоплений і убитий (причому так само, як і Зонара, Малала повідомляє про те, що з Нумеріана здерли шкіру). Але, як видно, ці події були скопійовані з обставин смерті імператора Валер'яна I, що сталася за двадцять років до правління Нумеріана. У 284 році Нумеріан присвоїв собі переможний титул «Британський Величний», оскільки в цей час Карин здобув кілька перемог в Британії.
До березня 284 досяг лише сирійського міста Емеса (сучасний Хомс), а в листопаді він перебував у Малій Азії . У Емесі імператор, цілком ймовірно, все ще був живий і здоровий, оскільки там він видав єдиний збережений від часів його правління рескрипт, який згодом був включений в кодекс Юстиніана. Монета з ім'ям Нумеріана, випущена в малоазіатському місті Кизик наприкінці 284 року, не дозволяє визначити його точне місцезнаходження.

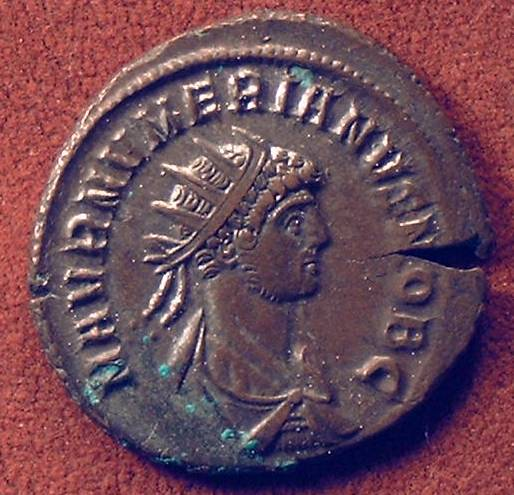
Антониниан з портретом Нумериана

Незабаром після відвідування Емеси Нумеріан захворів . Його наближені, зокрема префект преторія Аррій Апр, казали солдатам, які постійно запитували їх про стан імператора, що Нумеріан страждає від запалення очей через тривале безсоння і тому змушений пересуватися в закритих ношах, щоб берегти очі від сонця та вітру. Точна причина смерті Нумеріана невідома: або він помер від хвороби, або його вбив Апр, який передбачав представити смерть імператора як природну і самому заволодіти імператорським титулом. Однак, коли армія досягла віфінського міста Нікомедія, трупний запах, що йшов від носилок, більше не дозволяв Апру приховувати істину. Солдати розірвали штори і виявили, що імператор уже кілька днів мертвий.

### Підсумки правління
Апр офіційно повідомив новину про смерть Нумеріана в листопаді 284 близько Нікомедії, після чого префект був схоплений легіонерами. Трибуни та воєначальники 20 листопада 284 зібрали на військову раду армію для обрання нового імператора, де обрали командувача імператорськими кінними охоронцями Валерія Діокла, незважаючи на спроби Апра заручитися їхньою підтримкою і самому стати імператором . У ненадійній «Історії Августів» наводяться такі причини цього вибору:
«Це була чудова людина, розумна, любив державу, любив своїх підлеглих, він умів виконувати все те, чого вимагали обставини того часу. Він був завжди сповнений високих задумів; іноді, втім, обличчя його мало трохи жорсткий вираз, але розсудливістю і винятковою твердістю він придушував своє неспокійне серце»
До того ж, біограф принцепса розповідає також і про те, що звернення, яке Нумеріан відправив сенаторам, було, за розповідями очевидців, настільки виразно складеним, що ними був випущений наказ, згідно з яким в Ульпіевій бібліотеці (побудованої архітектором Траяна Аполлодором Дамаським на форумі Траяна) встановлювалася статуя на честь імператора, проте не як імператору, а як оратору. На ній була висічена присвята: «Нумеріану Цезарю, найпотужнішому оратору свого часу».
Більше в жодному з джерел не повідомляється про особу Нумеріана. Однак відомо про те, що вищезгаданий поет Олімпій Немезіан згадував у своїй праці «Кінегетика» («Про полювання») про бажання написати епічну поему, що розповідає про діяння Карина та Нумеріана, але ці наміри, напевно, так і не був реалізовані.

## Родовід
- Марк Аврелій Кар, Римський Імператор
  -  Марк Аврелій Карин, Римський Імператор
    -  Нігрініан, Римський Імператор

  -  Нумеріан, Римський Імператор 
  -  Аврелія Пауліна, Патриція